# Synagoge (Veenhuizen)

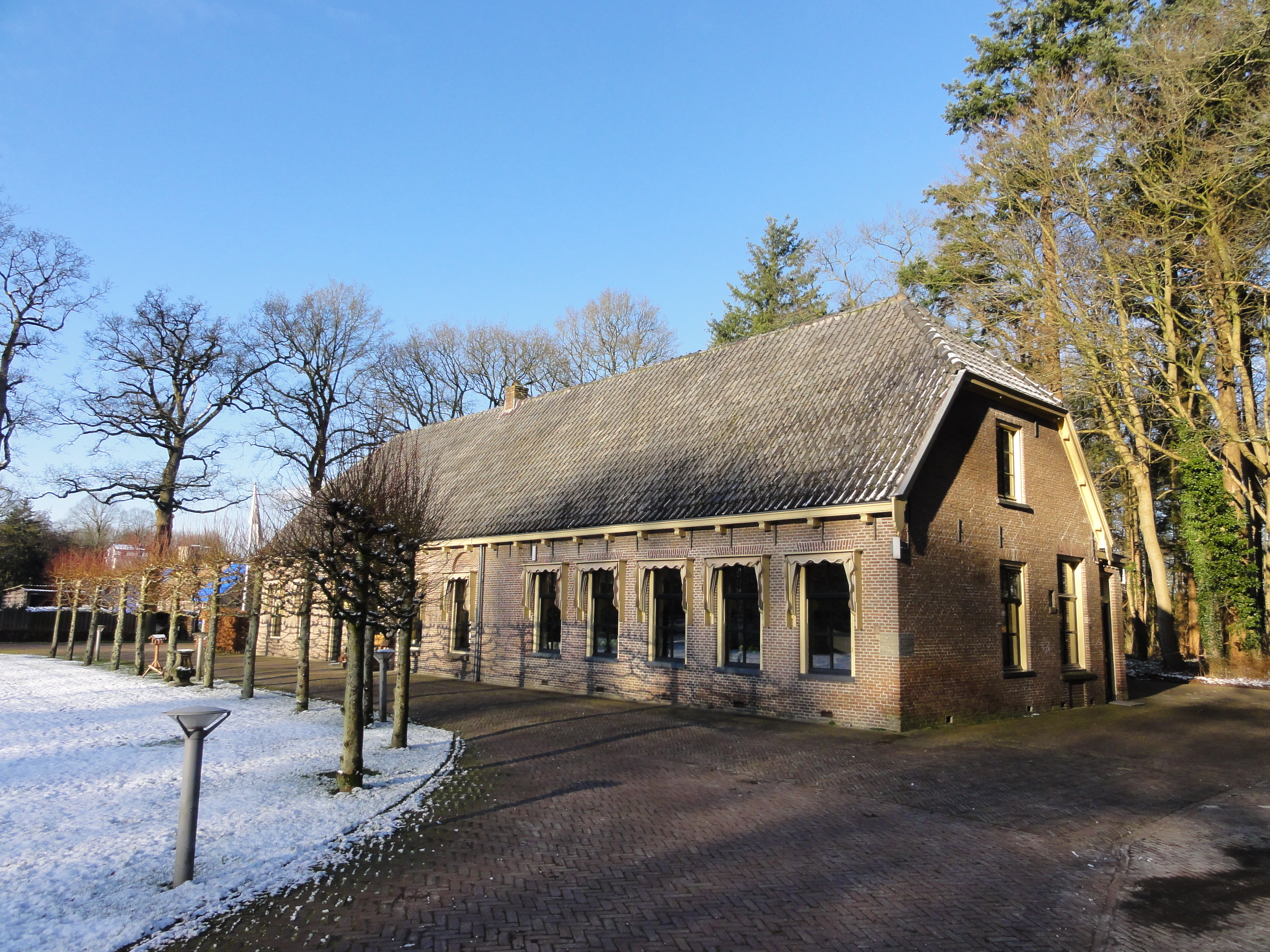
Synagoge in Veenhuizen

Die Synagoge in Veenhuizen, einem Ortsteil der niederländischen Gemeinde Noordenveld in der Provinz Drenthe, wurde 1839 errichtet. Nachdem die letzten Juden 1890 aus Veenhuizen fortgezogen waren, wurde die Synagoge geschlossen und profaniert. Danach wurde das Gebäude am Hoofdweg 120 zu einem Büro umgebaut; so wird es bis heute genutzt.